# Xã Plateau, Quận Perkins, Nam Dakota
Xã Plateau (tiếng Anh: Plateau Township) là một xã thuộc quận Perkins, tiểu bang Nam Dakota, Hoa Kỳ. Năm 2010, dân số của xã này là 11 người.